# Maassenia distincta
Maassenia distincta är en fjärilsart som beskrevs av Gehlen. 1934. Maassenia distincta ingår i släktet Maassenia och familjen svärmare. Inga underarter finns listade i Catalogue of Life.